# 13e Garde Divisie
De 13e Gardedivisie (Russisch: 13-я гвардейская стрелковая дивизия, 13-ja gvardeiskaja strelkovaja divisija) was een divisie binnen het Rode Leger. De divisie kreeg de hoogste onderscheidingen van de Sovjet-Unie toegekend wegens prestaties bij de Tweede Slag om Charkov en de Slag om Stalingrad. Een van de bekendste gebeurtenissen was de strijd om Pavlovs Huis, vernoemd naar sergeant Jakov Pavlov.

## Oprichting
De 13e Gardedivisie werd op 19 januari 1942 opgericht door omdopen van de 87e Divisie Fuseliers (die wegens getoonde moed de Garde-status verwierf), die opgericht was in november 1941 uit delen van het 3e Luchtlandingskorps. Het 3e Luchtlandingskorps was betrokken bij de Sovjet-aanval op Polen in 1939, en werd hetzelfde jaar naar Finland gestuurd als reserve voor de Winteroorlog. Na de Winteroorlog werd de groep gestationeerd in Oekraïne, alvorens om in 1941 op te gaan in het nieuwe 87e Divisie Fuseliers.

## Slag om Stalingrad
De Duitse campagne tot inname van Stalingrad begon in juli 1942 op de steppen van de Don, ten westen van de stad. Door het oprukken van de Duitse legers werd het Stalingradfront opgericht, bestaande uit het 62e, 63e en 64e Leger, onder leiding van maarschalk Semjon Timosjenko. Op 28 juli gaf Stalin Order 227 uit, dat inhield dat de militairen tot hun dood moesten vechten en geen stap terug mochten doen.
In juli en augustus werden de Sovjets teruggedrongen tot de rand van de stad waarna de Luftwaffe op 23 augustus begon met het bombarderen van de stad. Binnen een week kwamen meer dan 40.000 inwoners om. Aan het einde van augustus werden de 62e en 64e Legers de stad ingedreven. Het 62e Leger, onder leiding van generaal Vasili Tsjoejkov, nestelde zich in het centrum en het noordelijke deel van de stad. Het 64e Leger nestelde zich in het zuidelijke deel van de stad. Op 11 september kreeg de 13e Gardedivisie van Stalin het bevel om zich aan te sluiten bij de 62e Leger. Op 13 september braken de Duitse legers door en dreigden een van de belangrijkste kruispunten in te nemen, waarmee de bevoorrading afgesneden zou worden.
Op 14 september kwam de 13e Gardedivisie aan bij Stalingrad. Van de 10.000 manschappen hadden er circa 1.000 geen wapen. In de avond kregen ze het bevel om de Wolga over te steken en zich te nestelen in het centrum van de stad, die op dat moment aangevallen werd door Duitse troepen. De 42e Garderegiment Fuseliers stak als eerste de rivier over, maar moest alle zware wapens achterlaten. Enkel pistolen, geweren, mitrailleurs, handgranaten, mortieren en antitankwapens werden meegenomen. Tijdens de oversteek, dat via motorboten en zelfs roeiboten verliep, werd het regiment bestookt met artillerievuur en door de Luftwaffe. Nadat ze geland waren wist het regiment de Duitsers terug te dringen tot het spoorwegstation, waarna de 39e Garde Regiment Fuseliers de rivier overstak en de meelfabriek innam, waardoor ze aan de voet stonden van de Mamajev Koergan, een zeer belangrijk strategisch punt. In de navolgende 24 uur kwam 30% van de divisie om het leven, en na een week had 80% van de oorspronkelijke divisie het leven verloren. Op 23 september bestond de divisie nog uit 500 manschappen.

### Stalingrad Spoorweg Station Nr. 1
Op 15 september 1942 beval generaal Tsjoejkov het 42e Garderegiment Fuseliers, onder leiding van luitenant Anton Dragan, om spoorwegstation Nr. 1 aan te vallen. Met de hulp van één tank nam het regiment het station in, waarna ze de hele nacht tegenaanvallen moesten afslaan. Op 16 september vielen twintig Duitse tanks het station aan, waardoor het regiment het station moest ontvluchten. Tot de avond van 18 september, toen de Duitsers het station voor het laatst innamen, wisselde het station 15 maal van bezetter. Op 19 september wist het 42e Garde Fuseliers Regiment de zwaar gefortificeerde Spoorwegpersoneelshuis in te nemen.

### Spijkerfabriek
Op 20 september vocht het 42e Garde Fuseliers Regiment in en rondom de Spijkerfabriek, wat een verzamelnaam was voor meerdere fabrieksgebouwen nabij het spoorwegstation. Het hoofdkwartier van het bataljon waartoe het regiment behoorde was gesitueerd in het Univermag Warenhuis. Op 21 september wisten de Duitsers het regiment in tweeën te delen en het hoofdkwartier aan te vallen, waarbij de bataljon commandant en zijn directe staf omkwamen. Luitenant Dragan nam vervolgens de leiding over van het hele bataljon en moest, na meerdere aanvallen terugtrekken naar de Wolga. Dragan en 40 anderen namen hun intrek in een drie verdiepingen hoge appartementencomplex tussen de straten Krasnopiterskaja en Komsomolskaja. Elders in de stad kreeg de divisie 2000 nieuwe manschappen, maar die konden niet aansluiten bij Dragan en zijn manschappen. Na 5 dagen waren er nog maar 12 man in het complex die konden vechten, de rest lag ziek of gewond in de kelder. In de nacht van 26 september was alle munitie op en verdedigden de mannen zich door stenen te gooien naar de Duitsers. Dragan en vijf anderenkonden uit het pand ontsnappen waarna de Duitsers het complex bestookten met tankgranaten. Een van de achtergebleven mannen kerfde met zijn bajonet in een balk de tekst; "Rodimtsevs gardes vochten en stierven hier voor hun Moederland", waarna alle achtergebleven mannen in het pand omkwamen.

### Pavlovs Huis
Op 25 september vielen 30 mannen van het 42e Garderegiment Fuseliers een zwaar versterkt appartementencomplex aan dat aan de rand van het 9 januari-plein lag. Bij de aanval kwamen 26 mannen om, echter had de groep het strategisch gelegen complex in handen. De overgebleven vier, sergeant Pavlov, junior sergeant Gloesjtsjenko, soldaat Aleksandrov en soldaat Tsjernogolov, kregen na vijf dagen hulp van 21 anderen van het regiment onder leiding van luitenant Ivan Afanasjev, die uiteindelijk de leiding over alle manschappen voerde. Echter doordat Pavlov dagenlang stand had gehouden tot de nieuwe manschappen arriveerden kreeg het gebouw de bijnaam 'Pavlovs Huis'. In totaal hielden de 25 militairen, tezamen met circa 35 bewoners het complex, in totaal 58 dagen (tot en met 25 november) stand. Hierbij moesten ze meerdere aanvallen van infanterie en tanks afslaan. Pavlov werd toegeschreven eigenhandig meerdere tanks te hebben opgeblazen en werd hiervoor onderscheiden met een Gouden Ster, en werd verheven tot 'held van de Sovjet-Unie'.

## Ontbinding
Op 21 februari 1943 werd besloten tot het formeren van een nieuw onderdeel, het 5e Gardeleger. Deze zou gaan bestaan uit vier divisies, die alle gevochten hadden in de Slag om Stalingrad en daarvoor onderscheiden waren, waaronder de 13e Gardedivisie. Van februari tot april werden de vier groepen langzaam samengevoegd. Het nieuwe leger werd geleid door kolonel-generaal Aleksej Zjadov en kwam onder andere in actie tijdens de Wisła-Oderoffensief, de Slag om Berlijn en het Praagoffensief. Op 26 april 1945 ontmoette enkele leden van de groep langs de rivier de Elbe nabij Torgau, als eerste, de Amerikanen van het 1e Leger. Eind 1945 werd het 5e Gardeleger ontbonden.

## Onderdelen
Het 13e Gardeleger bestond uit de volgende bataljons, compagnieën en regimenten:
- 34e Garderregiment Fuseliers
- 39e Garderegiment Fuseliers
- 42e Garderegiment Fuseliers
- 32e Garde Artillerie Regiment
- 4e Garde Anti-Tank Bataljon
- 8e Garde Sappeur Bataljon
- 14e Verkennings Compagnie
- 139e Signaal Bataljon
- 12e Chemische Oorlogsvoering Compagnie

- 11e Transportcompagnie
- 15e Medische Bataljon
- 2e Veterinaire Hospitaal
- 10e Garde Luchtdoelartillerie (tot 5 februari 1943)
- 24e Garde Mortier Divisie (tot 20 november 1942)
- 17e Veld Bakkerij
- 907e Veld Postkantoor
- 403e Veld Staatsbank